# 広島赤十字・原爆病院メモリアルパーク
広島赤十字・原爆病院メモリアルパーク（ひろしませきじゅうじ げんばくびょういんメモリアルパーク）は、広島県広島市中区千田の日本赤十字社広島支部敷地内にある公園。広島赤十字・原爆病院から道を挟んで南側に位置する。
この項目では公園設置の経緯に関わる広島赤十字・原爆病院および日本赤十字社広島支部の沿革も併せて述べる。

## 公園
広島赤十字・原爆病院改修に伴い、病院敷地内にあった広島市への原子爆弾投下に関連するモニュメントを広島支部敷地内に移転し公園として整備したものである。常時開放しており、日赤側は平和教育の場として修学旅行生なども受け入れるとしている。
面積640m2 。メインは被爆した旧日赤病院の窓枠、その他モニュメントに加えて芝生ゾーンを設けている。また病院周辺にもモニュメントがいくつか存在している。以下公園内のモニュメントを示す。
- 旧病院の被爆遺構
  - 被爆遺跡（歪んだ窓枠） - 旧本館の窓枠[3]。
  - モニュメント（壁） - 旧1号館階段室の窓ガラスによってできた傷跡[3]。
- 原爆殉職職員慰霊碑 - 1959年建立[3][4]。碑文の原文は当時赤十字国際委員会会長レオポルド・ボアシェ（ドイツ語版）によるもの[3]。
- 原爆殉職職員並びに戦時事変戦歿者合祀「平和への祈り」 - 1995年被爆50年目に日赤広島支部/広島赤十字・原爆病院/日赤看護婦同方会の三者により建立[3][5]。
- マルセル・ジュノー博士の碑 - ジュノー博士記念碑建立会により建立[3][1]。広島平和記念公園内にも別の顕彰碑が建立されている[3]。
- 原爆の絵碑第9号碑 - 2005年被爆者が描いた原爆の絵を街角に返す会により建立[6]。
- 献身の人天野美紀枝さんを偲んで・碑 - 全日空羽田沖墜落事故で亡くなった客室乗務員で、病院へ毎年すずらんを送り慰問に訪れていた。それが縁で入院患者による募金で作られた。
- 広島赤十字看護専門学校記念碑 - 2014年建立[7]。学校は1939年開校、医療高度化に対応するため2000年日本赤十字広島看護大学が開校したため2002年閉校[8]。

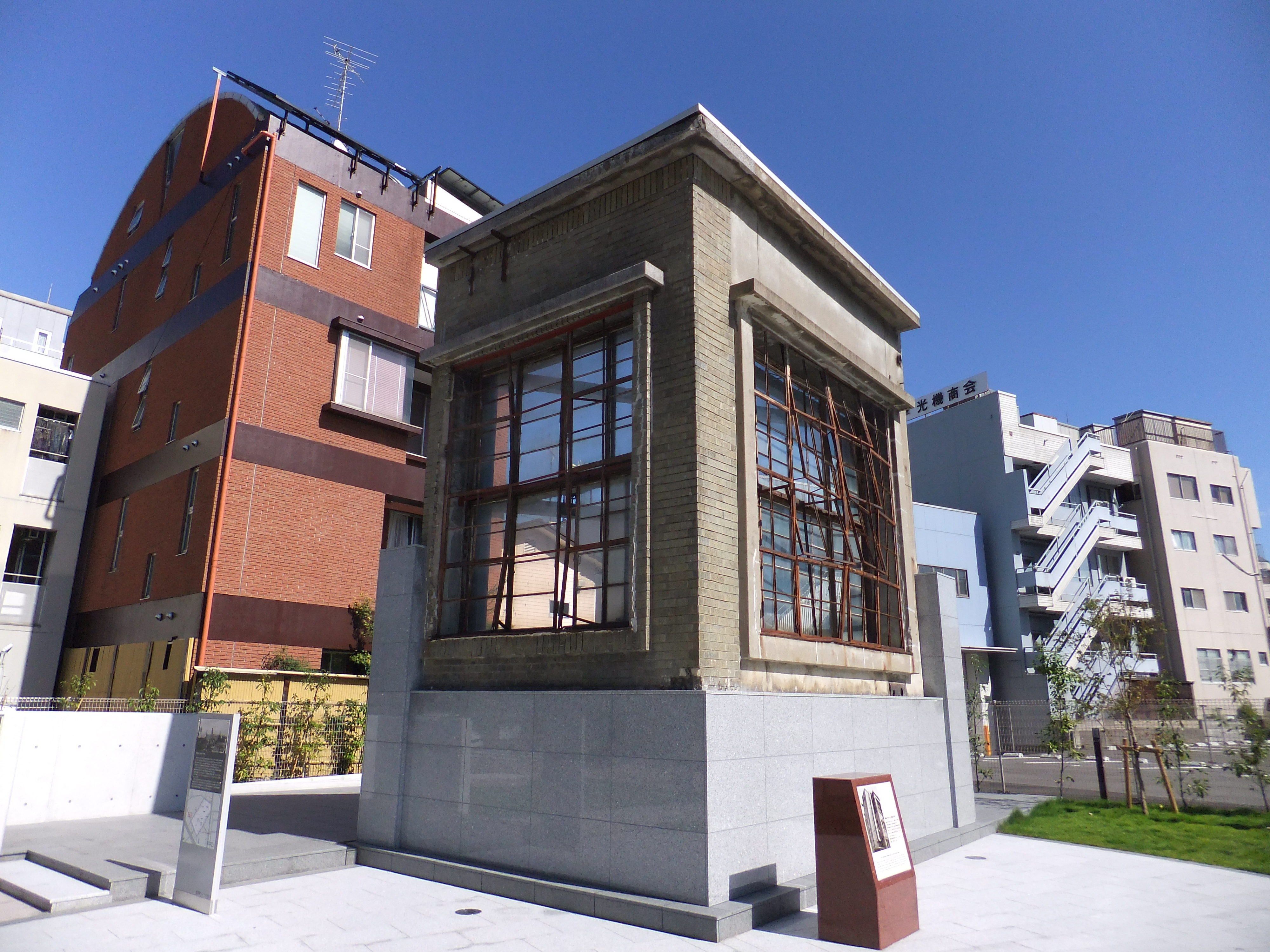
被爆窓枠。壁は竣工時時点ではスクラッチタイル[9]だった。

## 沿革

### 広島博愛病院
広島鎮台（のちの陸軍第5師団）の拠点であった広島において、軍医長瀬時衡や県令千田貞暁などの尽力により、1886年（明治19年）10月下中町に「広島博愛病院」が開院した。これは東京の博愛社病院（日本赤十字社医療センター）より前に開院したことになる。ただし現在日赤が公表する資料では広島博愛病院は日赤広島病院の前身ではないとしている。
この博愛病院を経営的に支えるものとして「広島博愛社」が同年11月に設立した。1888年（明治21年）ジュネーブ条約調印に伴い広島博愛社は日本赤十字社広島支部に改称している。
1893年（明治26年）には全国に先駆けて広島博愛病院内で看護婦養成を始めている。1894年（明治27年）日清戦争で広島大本営が置かれ兵站拠点となった広島において、広島博愛病院は兵站病院を担った。増え続ける負傷兵に対応するため同年8月から同年10月までの間「広島陸軍予備病院一分舎」が置かれた。

### 日赤病院建設

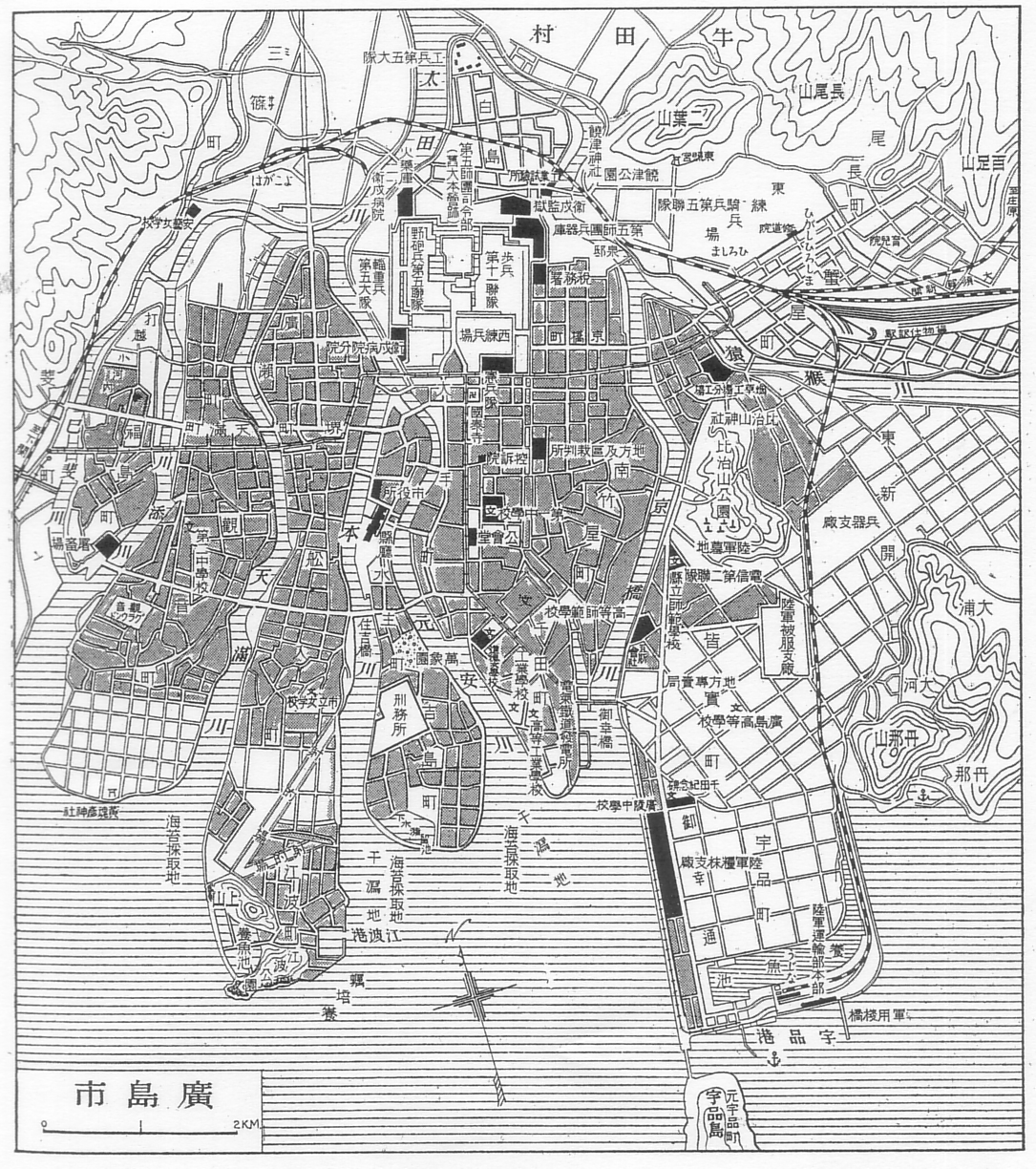
1930年代の地図。現在の病院敷地に進徳高等女学校が立地している

日清戦争を契機として、1989年（明治32年）日赤は全国師団所在地に病院建設を計画、1901年（明治34年）日赤広島は国泰寺村（現在の千田町1丁目）に土地を取得し支部事務所を置くも、1904年（明治37年）勃発した日露戦争での救護事業費用によって日赤は財政難となったため病院建設自体はペンディングとなった。なおこの間その敷地には陸軍施設が置かれたり、1909年（明治42年）から1938年（昭和13年）まで進徳高等女学校が置かれている。
病院建設計画が再び動き出したのは1933年（昭和8年）頃と推定されている。満州事変勃発により傷病兵の収容と看護婦育成のための充実した赤十字病院建設の必要性が高まったこと、平時には一般診察を行う大きな病院の建設が地元要望に挙がるようになったためで、建設に際し寄付金や県の補助金を得ることが出来た。
一方千田敷地内にあった支部事務所は病院着工前にあたる1936年（昭和11年）に猿楽町の相生橋そばへ移転する。建物は元々広島商工会議所として建てられたもので、南側が木造2階建、北側が鉄筋コンクリート構造（RC構造）2階建のゴシック建築であった。

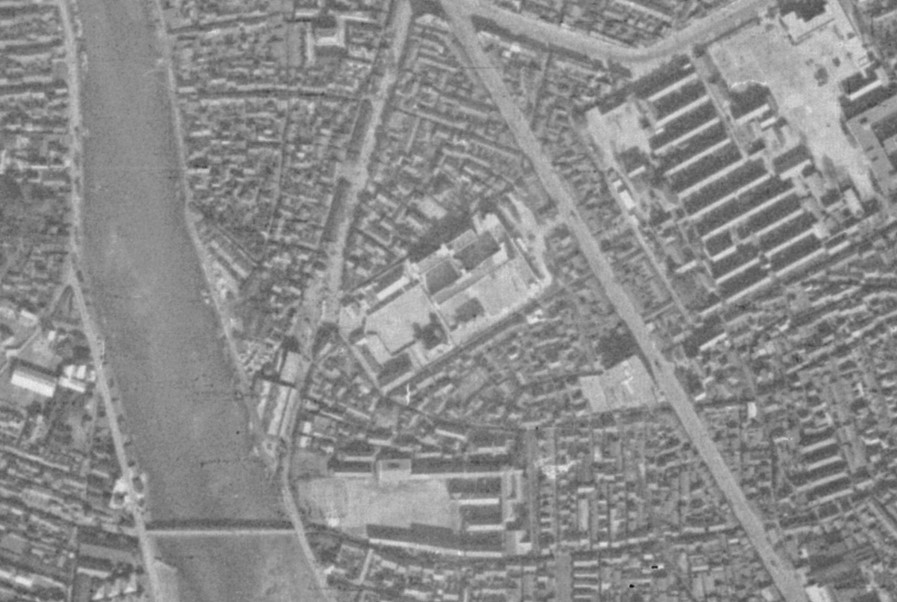
1939年の航空写真 / 画像中央が日赤病院。右側（東方）に広島高師（戦後の広島大学）の校地が見える。なお、現在は病院南側を走っている広島市道駅前吉島線はこの時点では開通しておらず、南大橋の架橋位置も若干異なる。

病院建設は進徳の移転に関連する用地買収問題から着工が遅れたものの、1939年（昭和14年）「日本赤十字社広島支部病院」として開業する。設計は佐藤功一、施工は藤田組（フジタ）、この2者による設計・施工は山陽記念館以来2例目になる。本館・中央病棟および北病棟ともにRC造地上3階地下1階、隔離病棟・看護婦生徒宿舎など付属施設が木造。当初設計では中央病棟の南側にも棟を作る予定（つまりTとHが合わさった形）で計画されていたが、この時点では作られなかった。当時の中国新聞は“外観、内容ともに地方稀なもの赤十字社広島支部病院”“軍都広島としての一大威容”と報道している。
以上が1945年被爆時点での日赤広島支部であり日赤病院である。

### 戦中医療
1939年（昭和14年）5月開院した日本赤十字社広島支部病院は、同年8月には陸軍指定「広島陸軍病院赤十字病院」、1943年（昭和18年）「広島赤十字病院」に改称する。
設立当初から赤十字病院はあくまで陸軍の補助機関であり、開院当時日中戦争時下にあったことから入院患者はすべて軍患者であった。外来のみ民間人が利用できた。ただ医師・看護師共に各地で従軍していたため病院内では共に有資格者は不足していた。それを補っていたのが赤十字病院開設時に作られた救護看護婦養成部（のちの広島赤十字看護専門学校）の看護婦生徒であった。“お国のために、男は兵隊、女は従軍看護婦”という時代であった。
病院内の人員は救護班・消防班・消毒班・庶務班・疎開（物資）班に編成されそれぞれを班長が統括していた。また陸軍の補助機関であった関係から、看護職においても女軍隊と揶揄されていたほどの厳密な階統制が引かれていた。これが被爆後の医療体制を維持できた要因の一つである。

### 被爆
1945年（昭和20年）8月6日、広島赤十字病院および日本赤十字社広島支部は原爆に被爆し、大きな被害を受けた。

#### 支部事務所
爆心地から210mに位置した支部は壊滅、木造部分は全壊・RC部分は大破した。支部事務所では職員19人（日赤公表）あるいは15人（広島市公表）が犠牲となった。そのため、日赤病院内に仮の拠点を設け、その後正式に移転している。

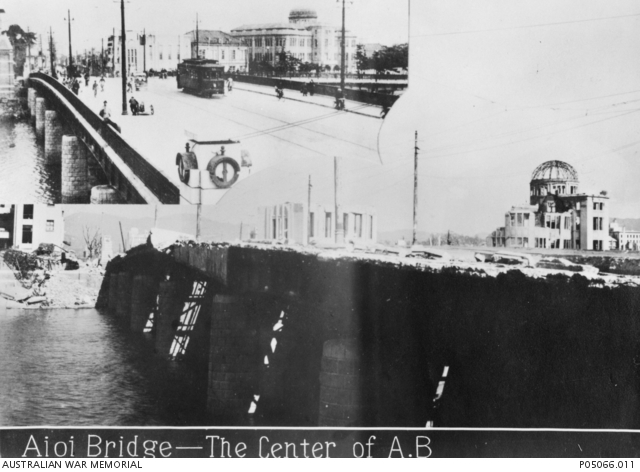
相生橋から撮影した被爆前後。
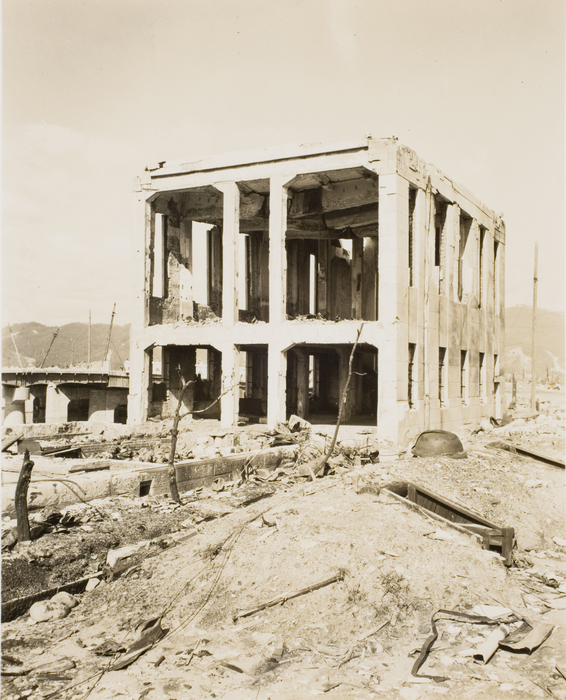
被爆後の広島支部。手前が木造部分で土台のみ残っている。
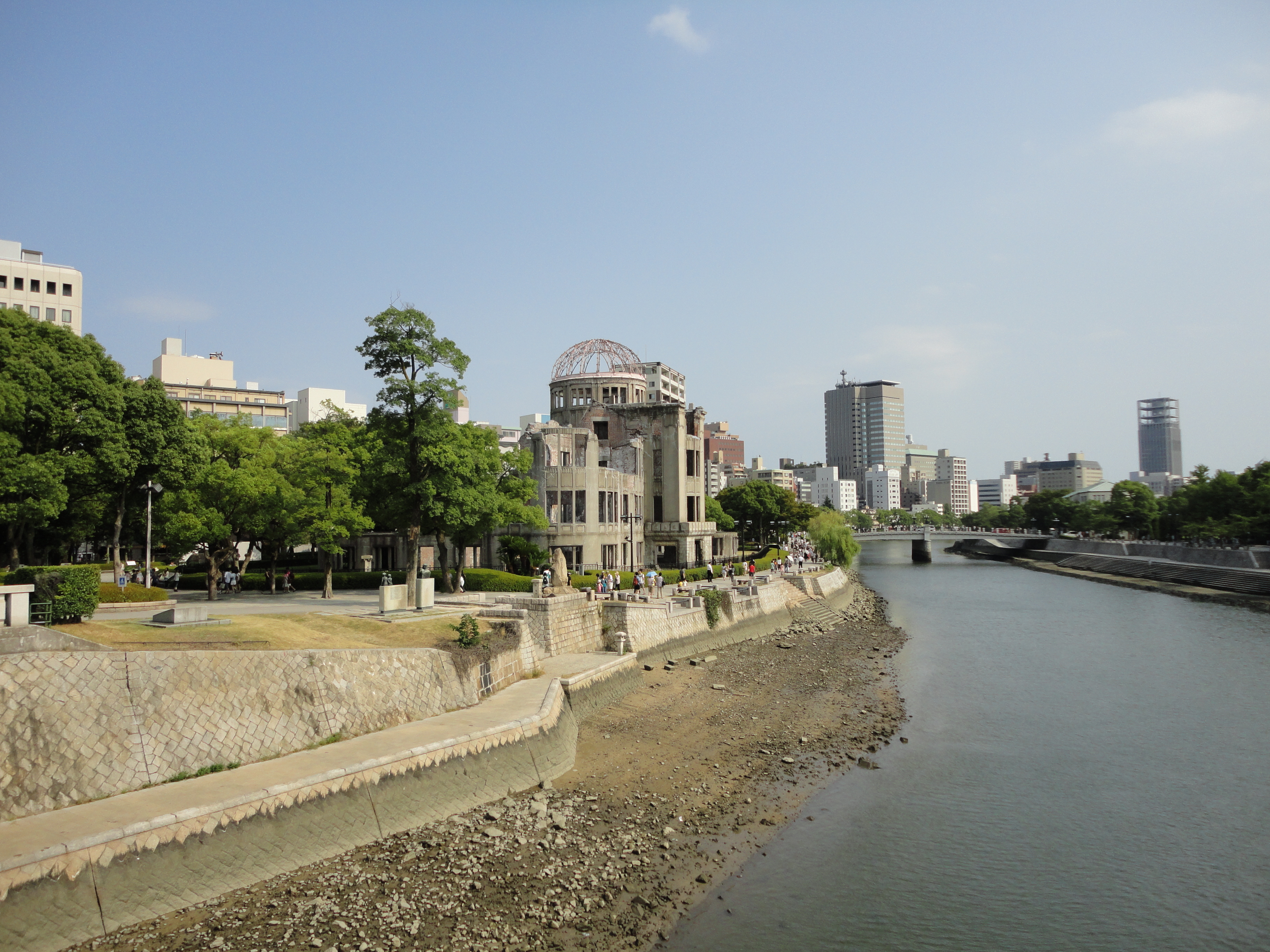
手前の土手に広島支部があった。

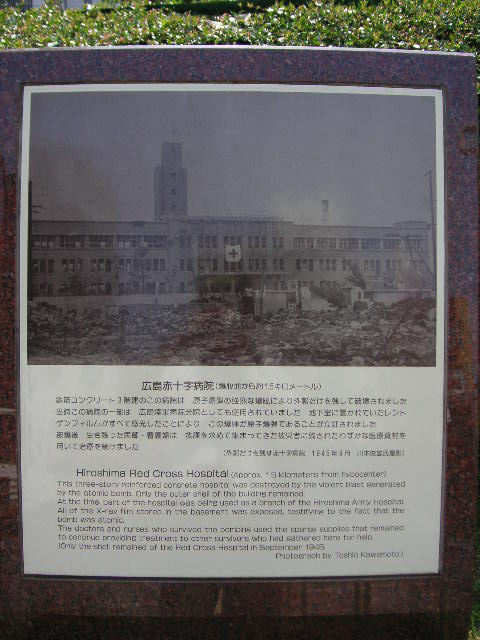
被爆後（1945年9月）の広島赤十字病院（市設置の説明板）。被爆後に正面に赤十字旗を掲げた。

#### 病院
爆心地から1.5kmに位置した。RC建物部分の本館・中央病棟・北病棟は爆風によって窓ガラスは吹き飛ばされ、病院内には崩れた壁・ガラス片・窓枠が散乱したものの、外郭は残った。木造建物部分は大半が半壊し、被爆後の周辺火災によって類焼した。RC建物の3棟では決死の消火活動により類焼は免れている。なお被爆後に訪れた日本政府調査団が原爆であると断定した根拠となった資料の一つに、日赤病院の感光したレントゲンフィルムがある。
日赤病院が公表する病院関係者のみの人的被害は以下の通り。
|            | 総員 | 死亡 | 重軽傷 | 行方不明 |
| ---------- | ---- | ---- | ------ | -------- |
| 医師       | 27   | 5    | -      | -        |
| 看護婦     | 34   | 3    | -      | -        |
| 看護婦生徒 | 408  | 22   | -      | -        |
| 薬剤師     | 6    | 3    | -      | -        |
| 職員       | 79   | 18   | -      | -        |
| 計         | 554  | 51   | 250    | 0        |

|          | 総員  | 死亡 | 重軽傷 | 行方不明 | 備考         |
| -------- | ----- | ---- | ------ | -------- | ------------ |
| 入院患者 | 約250 | 5    | 109    | 0        | すべて軍患者 |

全壊した寄宿舎の下敷きになった多くの看護婦生徒は看護婦や他の生徒・軍患者の決死の救出活動によって救われたが、中には間に合わず類焼により焼死したものもいる。
生き残った医師・看護婦・看護婦生徒は自らの負傷を各々判断し応急処置を行い直ちに救護活動を開始、それに動ける軍患者60人が手伝った。救護活動の中心は、副院長兼内科医長で後に院長に就任することになる重藤文夫であった。病院長である竹内釼は重傷を負っていたものの、被爆した人々の治療にあたり、被爆状況に関する記録もとっている。爆心地2km以内では、爆心に近い広島第一・第二陸軍病院本院や県立病院が壊滅し、かろうじて病院として診療機能が残っていたのは日赤病院と広島逓信病院のみだったため、市街地における医療拠点の一つとなった。日赤病院を目指した被爆者にとって本館の塔は格好の目印で“観音様のように見えた”といい、のちに「いのちの塔」と呼ばれた。
翌7日、8日には山口・岡山・鳥取の各赤十字病院から救護班が駆け付けた。医師・看護婦・看護婦生徒は不眠不休で活動するも、医薬品はすぐに無くなった。終戦後、赤十字国際委員会駐日主席代表だったマルセル・ジュノーは広島の惨状と救援隊の編成を世界に訴えようとしたがGHQに反対された。ジュノーはその代わりに15トンもの医薬品や医療資材の提供をGHQから引き出し、同年9月8日それを持って自ら広島に訪れ被害調査と被爆者医療を行った。ジュノーが持ち込んだ医薬品で1万人以上が救われたと言われている。

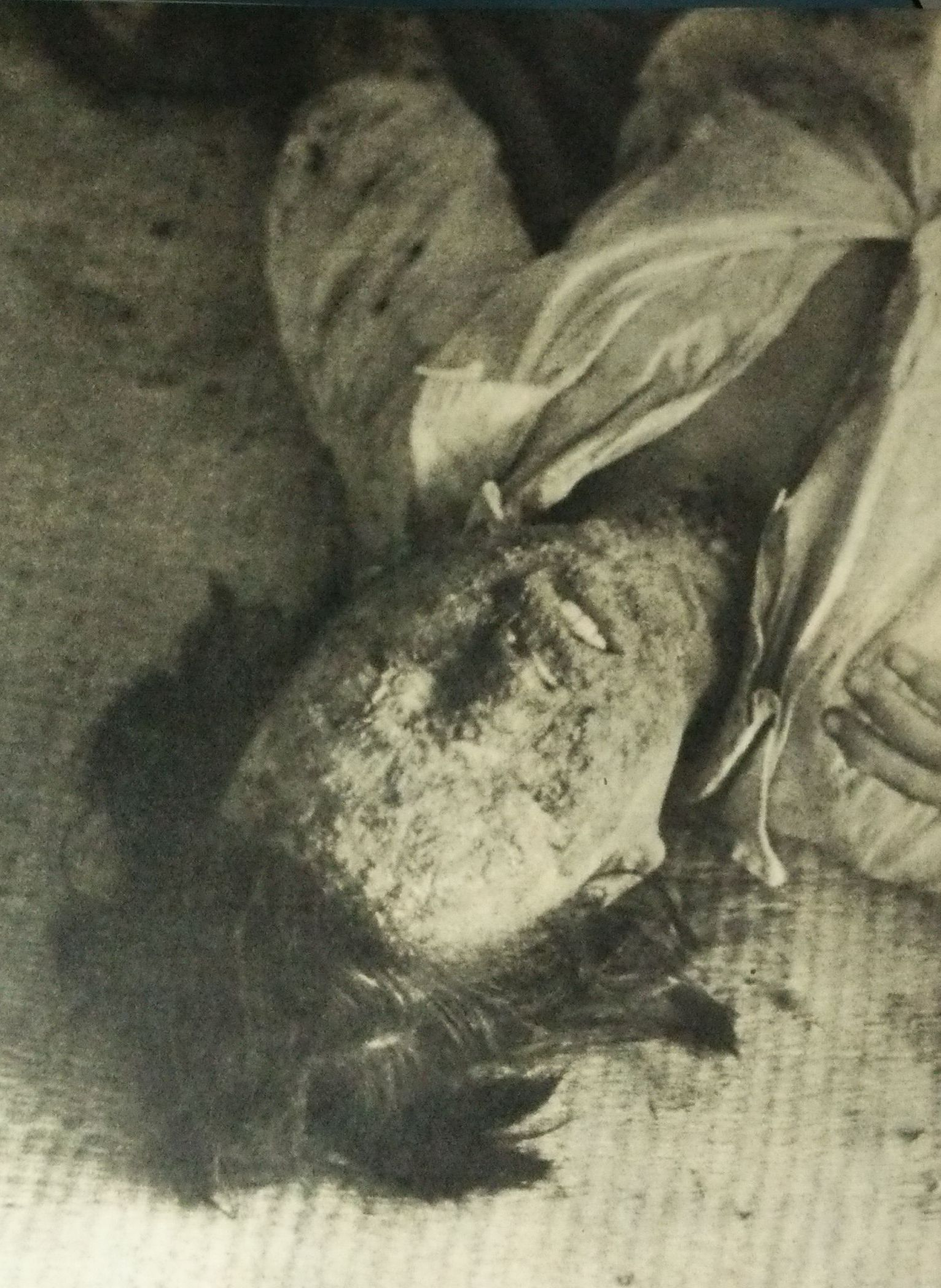
8月9日撮影。市立第一高女生徒。日赤病院に運ばれたもののやがて息をひきとった。
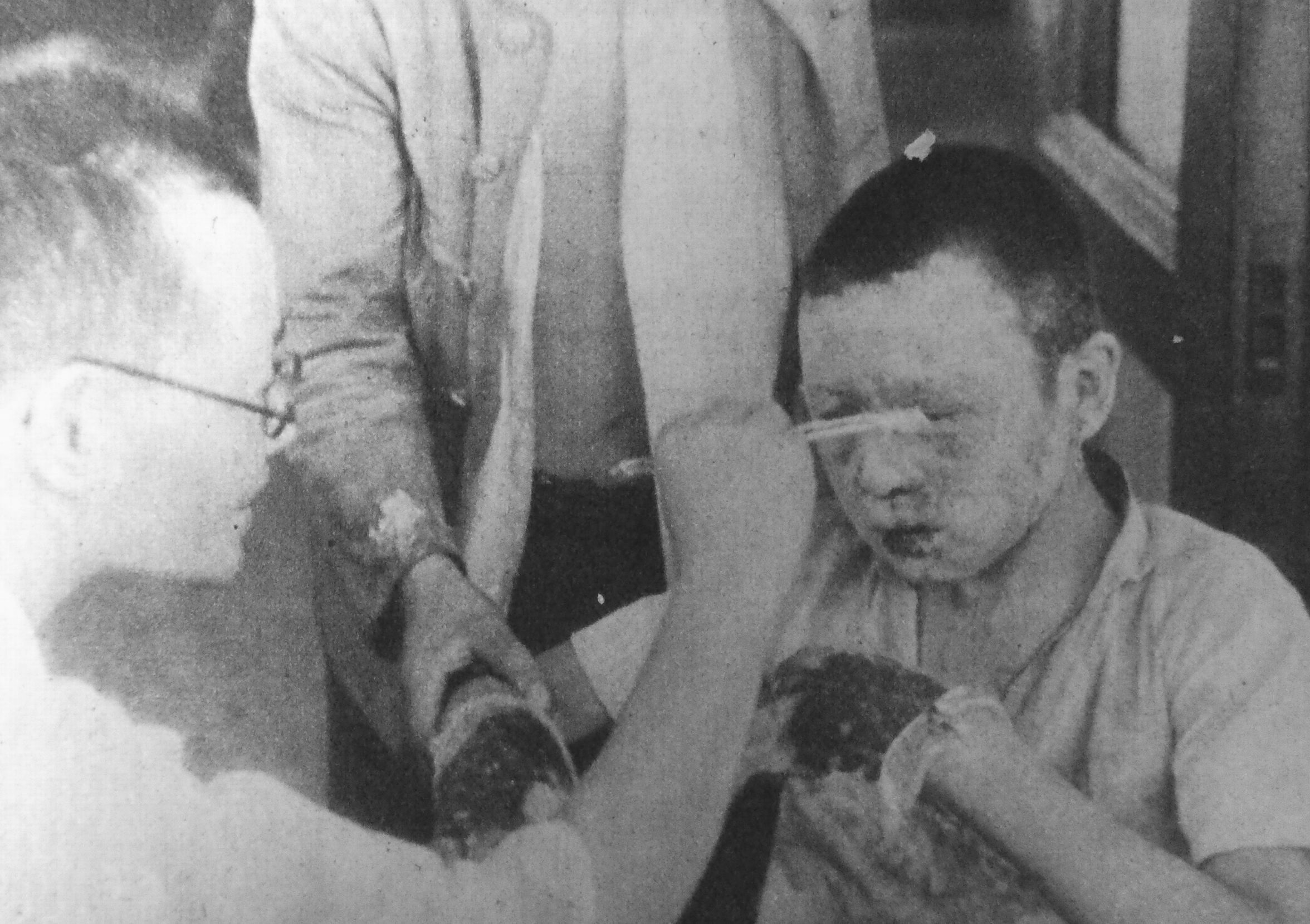
8月10日撮影。県立広島第二中生徒。病院内で治療を受けている。
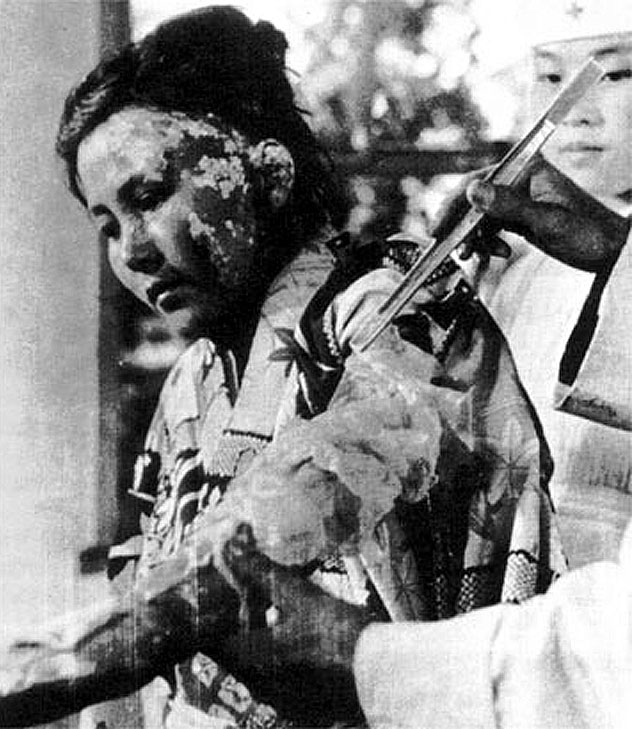
10月6日文部省学術調査団（菊池俊吉）撮影。当時22歳の女性で「荷車の親子」と呼ばれる著名な被爆写真にも登場する。2007年現在栃木県在住[40]。
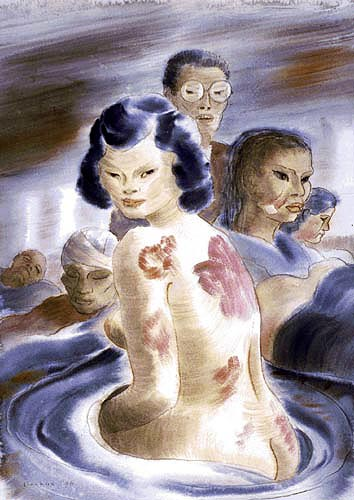
スタンディッシュ・バックス（英語版）『広島赤十字病院にて』 1946年
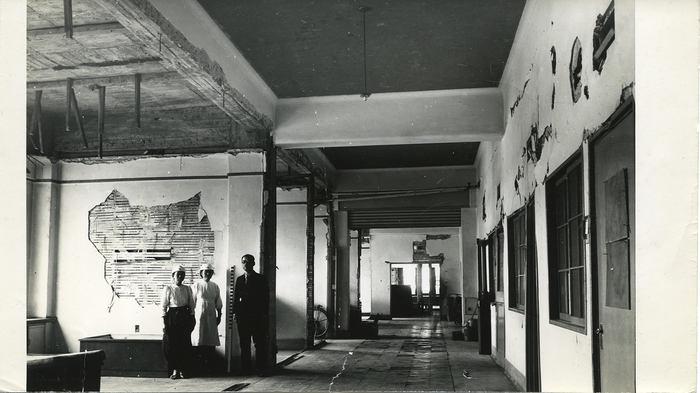
11月1日米軍撮影。
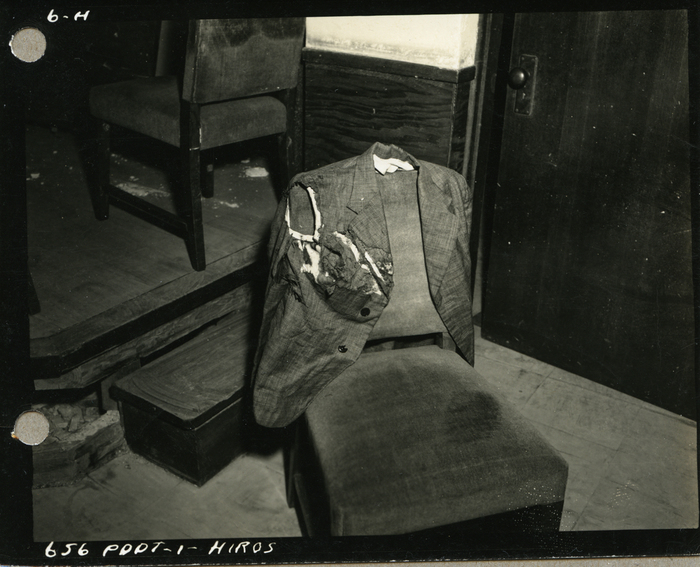
11月10日米軍撮影。ナース服。
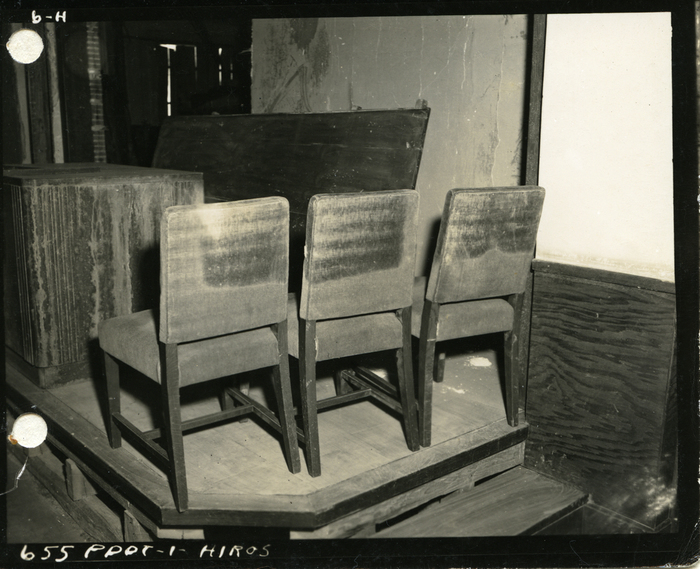
11月10日米軍撮影。原爆により部分的に焼けたイス。
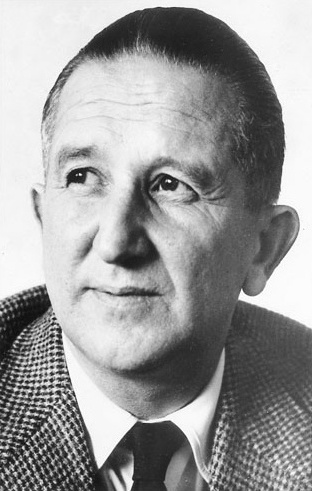
広島の恩人とも言われる[32]マルセル・ジュノー博士。
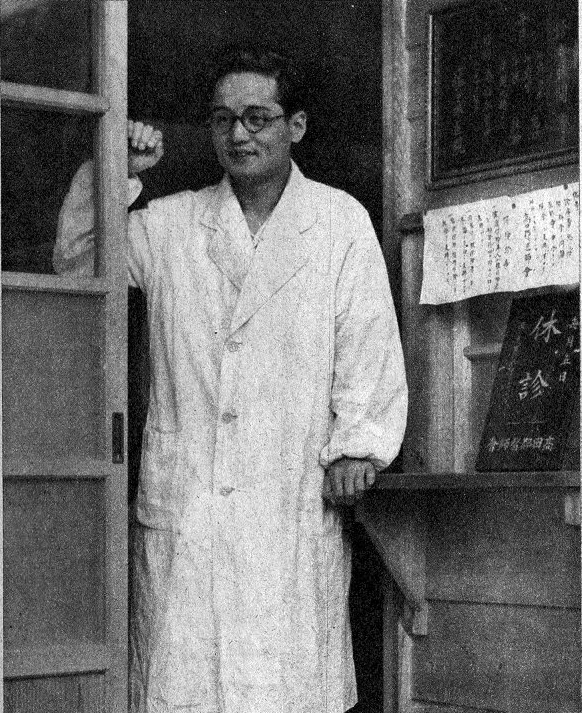
ジョン・ハーシー『ヒロシマ』に登場する佐々木輝文医師[41]。

病院は戦後すぐから復旧工事を開始、その間の窓にはガラス代わりにむしろが垂れ下がり、冬には窓から入った雪が病院内に積もったという。1946年（昭和21年）12月から本格的な工事開始、1952年（昭和27年）に復旧工事が完了した。

### 原爆病院

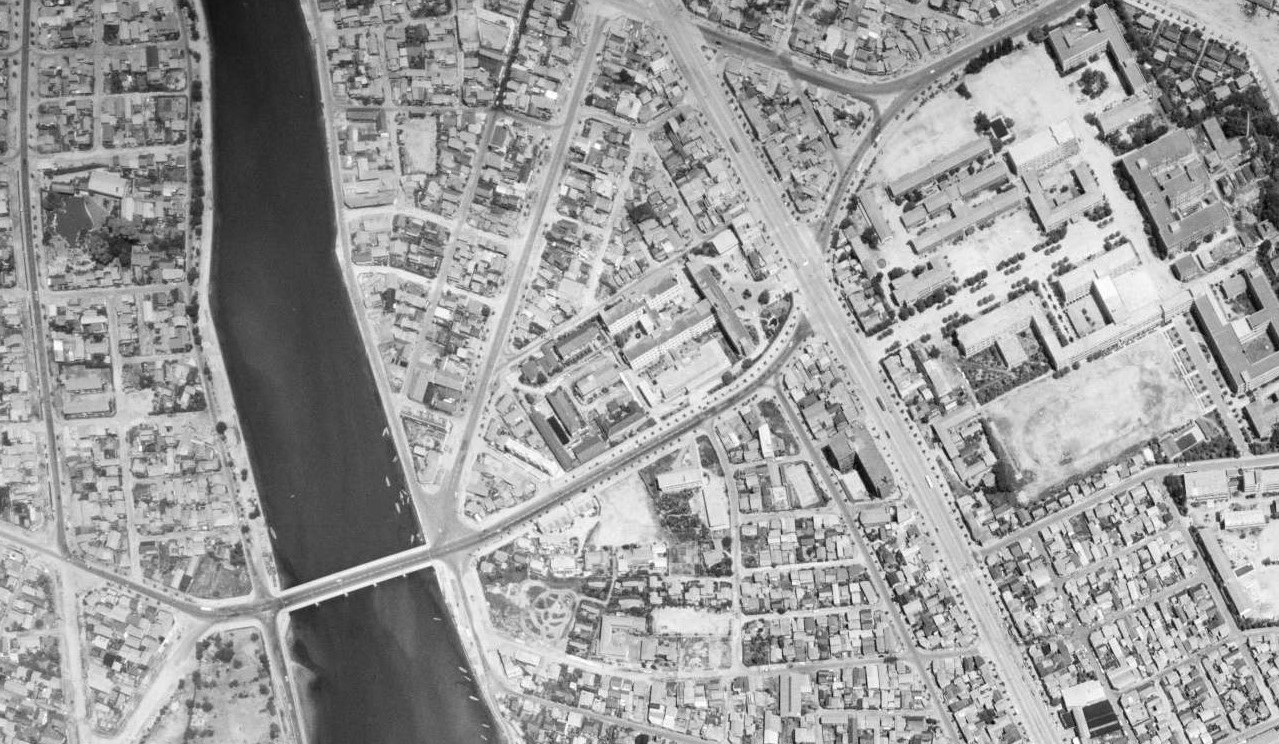
1962年の航空写真 / 上記のものと比較。

1950年代、原爆の後遺症に悩む被爆者は未だ多かった。佐々木禎子も日赤病院に入院していたが1955年（昭和30年）死去している。
1954年（昭和29年）第五福竜丸被災を機に、全国で被爆に対する関心は大いに高まった。そこで日赤は被爆者医療に特化した原爆病院を広島と長崎に設立することを決め、1955年（昭和30年）計画を発表する。ただ同時期に広島原爆障害対策協議会が治療センター建設構想を持っていたことから、厚生省・日赤・原対協など関係機関で折衝が行われた。そこで病院は日赤病院と同じ敷地に置き医師を兼務するなど管理は日赤、運営は市と原対協が行う独立した病院とすることが決まり、1956年（昭和31年）「日本赤十字社広島原爆病院」が開院した。
当時の原爆病院で起こった悲劇を元に1966年（昭和41年）蔵原惟繕監督映画『愛と死の記録』が作られている。
原爆病院は被爆医療の中枢を担った。その使命から時には採算を度外視した医療活動を行い研究部門は無収入で、被爆者の高齢化に伴い外来患者は減少しベットの回転率が悪化していたことから、原爆病院のみでは経営は悪化していた。こうした中で病院の老朽化に伴い改築することになり、それに日赤病院との経営の一本化が進められ、1988年（昭和63年）新病棟を建て合併して「広島赤十字・原爆病院」と改称した。

### モニュメント化

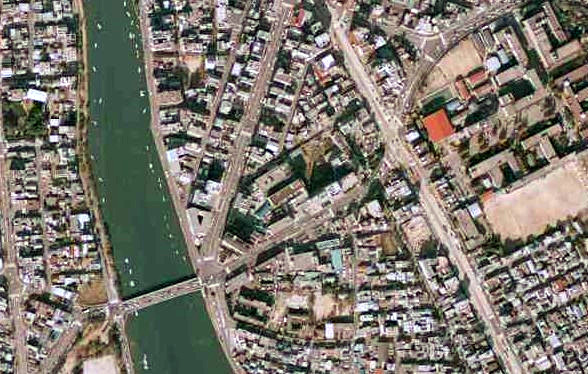
1990年

1989年（平成元年）日赤は、被爆し築後50年に達した旧日赤病院建物を取り壊し、被爆の後が残る窓枠とガラス片が刺さった壁を部分保存し広島平和記念資料館に寄贈する方針を公表する。そこへ、旧日赤病院は被爆直後の医療の最前線で戦後被爆医療の象徴であったとして、市民団体により激しい保存運動が起こった。ただ日赤は方針を変えず、保存場所が具体的に決まらないまま取り壊し工事がはじまった。
1993年（平成5年）、日赤は病院敷地内に部分保存する方針を正式発表する。一方市民団体による保存運動の中で、広島市は被爆50年目事業として被爆建物の洗い直しを始め、民間で保存する場合は市が助成金を出す「市被爆建物等保存・継承事業実施要項」を制定する。その適用第1号として旧日赤病院遺構群が選ばれ、同1993年に日赤病院敷地東端の千田通り沿いにモニュメント保存された。

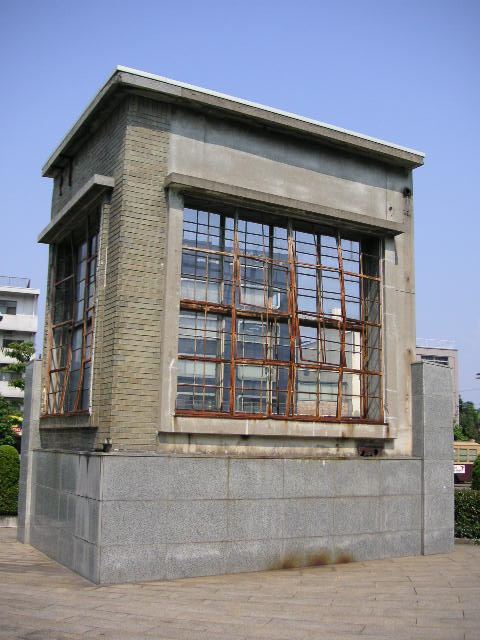
病院前に設置された原爆の爆風でゆがんだ鉄製の窓枠と建物の一部（移設前）
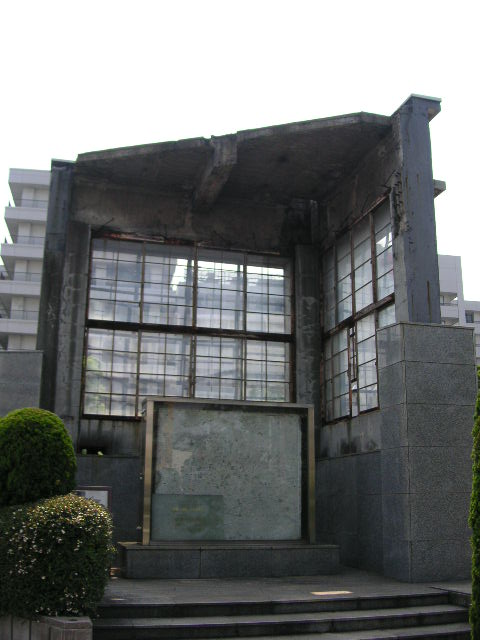
同じく原爆の爆風で窓ガラスの破片が突き刺さった跡が残る壁の一部（移設前）
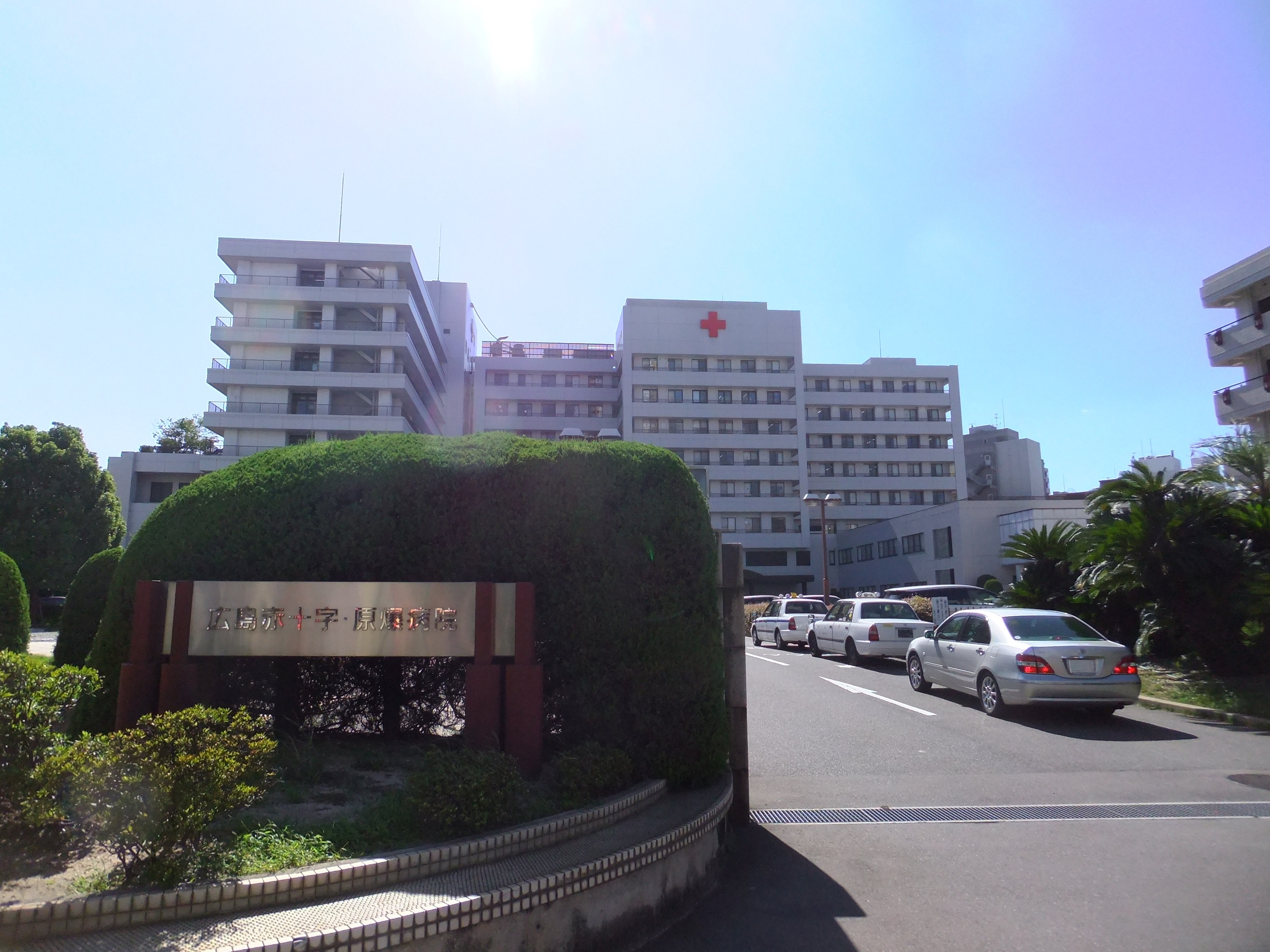
2015年の新病棟が完成するまでの病院

そして病院の新たな改修に伴い、病院内のモニュメントを南側の日赤広島支部敷地内に移し、2013年（平成25年）「広島赤十字・原爆病院メモリアルパーク」として整備された。

## 交通
以下赤十字原爆病院が公式発表する病院への交通アクセスを示す。メモリアルパークは病院から道路を挟んで南側に位置する。
- 広島電鉄宇品線
  - 日赤病院前停留場下車、徒歩約2分
  - 鷹野橋停留場下車、徒歩約3分
- バス
  - 広島バス50号線（東西線）乗車、日赤前バス停下車、徒歩3分
  - 広島バス21号線（宇品線）乗車、日赤前バス停下車、徒歩3分
- 車（駐車場あり）
  - 山陽自動車道広島ICから約30分
  - 山陽自動車道五日市ICから約30分
  - 広島高速1号線温品出入口から約15分
  - 広島高速3号線宇品出入口から約10分
  - 広島高速4号線中広出入口から約20分

## 参考資料
- 中信利恵子、岩切桂子、川西美佐、滝口成美、植田喜久子「ヒロシマ原爆被爆時の看護活動に関する文献検討--広島陸軍病院赤十字病院における活動」（PDF）『日本赤十字看護学会誌』第4巻、日本赤十字看護学会、2004年、2017年8月3日閲覧。
- 石丸紀興、李明、岡河貢「赤十字社広島支部病院と広島における建築家佐藤功一の活動に関する考察」『日本建築学会計画系論文集』第67巻、日本建築学会、2003年、335-341頁、doi:10.3130/aija.67.335_1、2017年8月3日閲覧。